# Серебрянка (Вікуловський район)
Серебря́нка (рос. Серебрянка) — село у складі Вікуловського району Тюменської області, Росія.
Населення — 54 особи (2010, 62 у 2002).
Національний склад станом на 2002 рік:
- росіяни — 100 %